# 曼纳斯陨石坑
曼纳斯陨石坑（Manners）是月球正面位于静海西部的一座小撞击坑，其名称取自英国天文学家拉塞尔·亨利·曼纳斯（Russell Henry Manners，1800年-1870年），1935年被国际天文学联合会批准接受。

## 描述

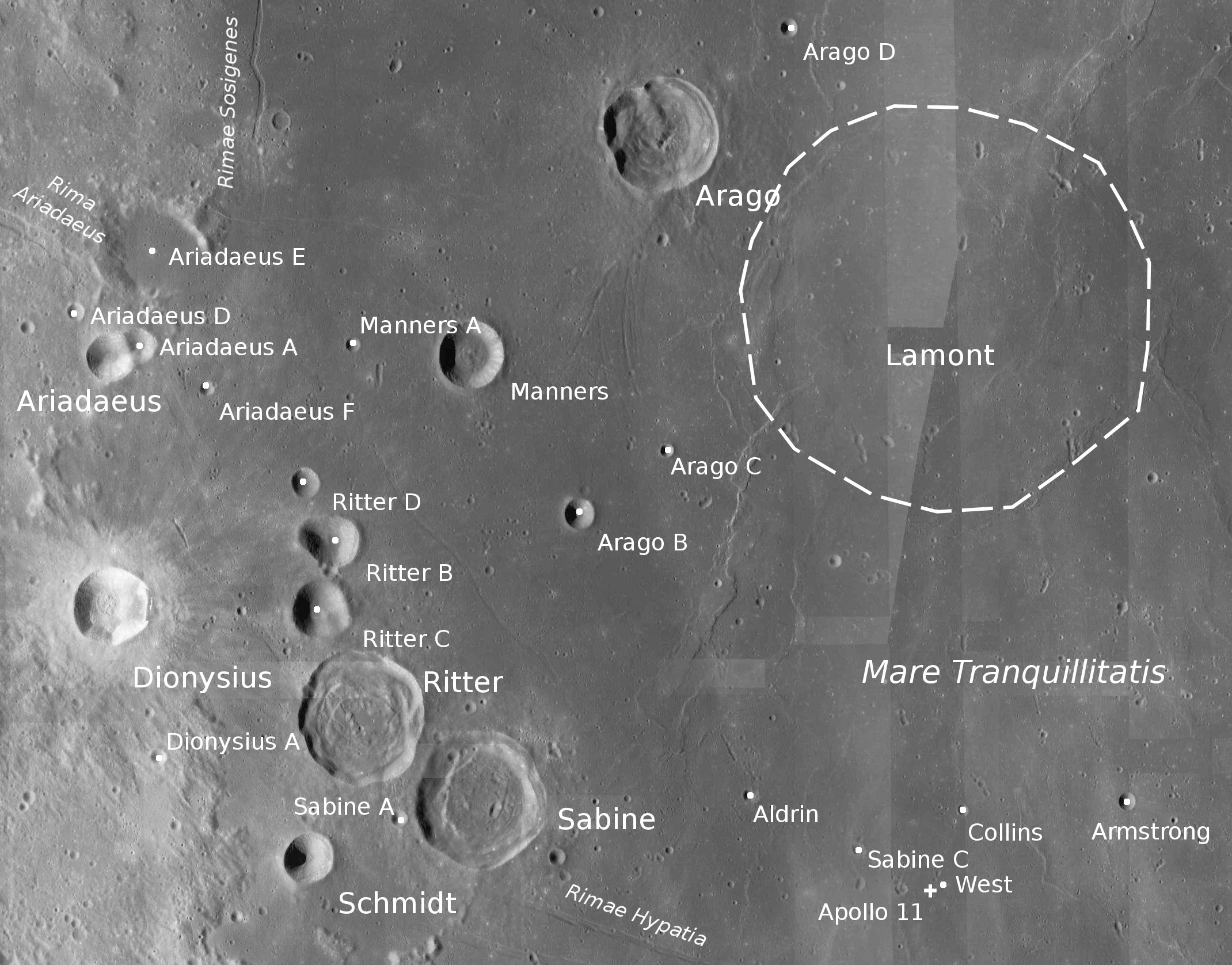
曼纳斯陨石坑周边图，月球勘测轨道飞行器拍摄。

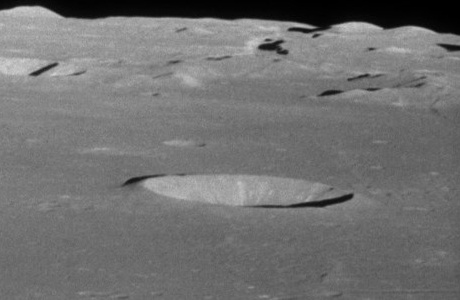
阿波罗11号拍摄的斜视图

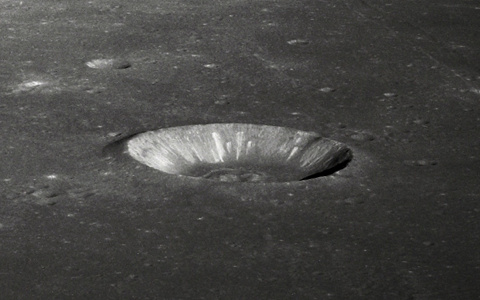
阿波罗10号拍摄的斜视图

该陨坑西侧毗邻阿里亚代乌斯陨石坑、东北靠近阿拉戈陨石坑、拉蒙特环形山坐落在它的东面、南面分别是李特尔陨石坑和萨宾陨石坑，而狄奥尼修斯陨石坑则横亘在它的西南。曼纳斯陨石坑的西面、西北偏北和西南分别分布有阿里亚代乌斯月溪、索西琴尼月溪和李特尔月溪。该陨坑中心月面坐标为4°34′N 19°59′E / 4.57°N 19.99°E，分别位于直径15.05公里，深度约1.72公里。
曼纳斯陨石坑外观呈圆形状，几乎未受到侵蚀和磨损。坑口边沿清晰、尖峭，平整的内壁坡带有高反照率的辐射状条纹。坑壁平均高出周边地形560米。碗状的坑底表面平坦，坑底中心坐落有一群中央山丘。
该陨坑在月食期间曾产生过温度异常情况，这主要是陨坑自身地质龄偏短，表面岩石尚未覆盖能提供隔热效果的表岩屑层所致。

## 卫星陨石坑
按惯例，最靠近曼纳斯陨石坑的卫星坑将在月图上以字母标注在它的中心点旁边。

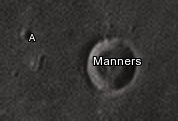
戴维·坎贝尔图片

| 曼纳斯 | 纬度   | 经度    | 直径   |
| ------ | ------ | ------- | ------ |
| A      | 4.6° N | 19.1° E | 3 公里 |

## 另请参阅
- Andersson, L. E.; Whitaker, E. A. . NASA RP-1097. 1982.
- Blue, Jennifer. . USGS. July 25, 2007  [2007-08-05]. （原始内容存档于2015-05-26）.
- Bussey, B.; Spudis, P. . New York: Cambridge University Press. 2004. ISBN 978-0-521-81528-4.
- Cocks, Elijah E.; Cocks, Josiah C. . Tudor Publishers. 1995. ISBN 978-0-936389-27-1.
- McDowell, Jonathan. . Jonathan's Space Report. July 15, 2007  [2007-10-24]. （原始内容存档于2015-01-12）.
- Menzel, D. H.; Minnaert, M.; Levin, B.; Dollfus, A.; Bell, B. . Space Science Reviews. 1971, 12 (2): 136–186. Bibcode:1971SSRv...12..136M. doi:10.1007/BF00171763.
- Moore, Patrick. . Sterling Publishing Co. 2001. ISBN 978-0-304-35469-6.
- Price, Fred W. . Cambridge University Press. 1988. ISBN 978-0-521-33500-3.
- Rükl, Antonín. . Kalmbach Books. 1990. ISBN 978-0-913135-17-4.
- Webb, Rev. T. W.  6th revised. Dover. 1962. ISBN 978-0-486-20917-3.
- Whitaker, Ewen A. . Cambridge University Press. 1999. ISBN 978-0-521-62248-6.
- Wlasuk, Peter T. . Springer. 2000. ISBN 978-1-85233-193-1.